# Syrrhaptes
Syrrhaptes – rodzaj ptaków z rodziny stepówek (Pteroclidae).

## Zasięg występowania
Rodzaj obejmuje gatunki występujące w Eurazji.

## Morfologia
Długość ciała około 40 cm; masa ciała 200–395 g; rozpiętość skrzydeł 60–71 cm.

## Systematyka

### Etymologia
- Syrrhaptes: gr. συρραπτος surrhaptos „zszyty”, od συρραπτω surrhaptō „zszyć”, od συν sun „razem”; ῥαπτω rhaptō „szyć”[9].
- Nematura: gr. νημα nēma, νηματος nēmatos „wątek”; ουρα oura „ogon”[10]. Gatunek typowy: Tetrao paradoxus Pallas, 1773.
- Heteroclitus: łac. heteroclitus „nieregularny”, od gr. ἑτεροκλιτος heteroklitos „nieregularny”, od ἑτερος heteros „różny”; -κλιτος -klitos „skłonny do”, od κλινω klinō „skłonić”[11]. Gatunek typowy: Tetrao paradoxus Pallas, 1773.
- Przewalskia: gen. Nikołaj Michajłowicz Przewalski (1839–1888), Armia Imperium Rosyjskiego, podróżnik[12]. Gatunek typowy: Syrrhaptes tibetanus Gould, 1850.
- Tchangtangia: Changtang, dziki, słabo zaludniony region wysokiego płaskowyżu obejmujący znaczną część północnego Tybetu[13]. Nowa nazwa dla Przewalskia Kozlova, 1945 (nazwa zajęta przez Przewalskia Semonov, 1893 (Coleoptera)).

### Podział systematyczny
Do rodzaju należą następujące gatunki:
- Syrrhaptes tibetanus Gould, 1850 – pustynnik tybetański
- Syrrhaptes paradoxus (Pallas, 1773) – pustynnik zwyczajny